# Al-Quschairī
Abū l-Qāsim ʿAbd al-Karīm ibn Hawāzin al-Quschairī al-Naysābūrī (arabisch أبو القاسم عبد الکریم بن هوازن القشیري, DMG Abū l-Qāsim ʿAbd al-Karīm ibn Hawāzin al-Qušairī; geb. 986 in Ustuwā nördlich von Nischapur; gest. 1072 ebenda) war ein aschʿaritischer Theologe, Sufi und Koran-Exeget des 11. Jahrhunderts, der mit seiner Risāla ein klassisches Handbuch über die Sufik verfasste. Der Mystiker Sulami war einer seiner Lehrer.

## Leben
Al-Quschairī gründete in Bagdad eine eigene Madrasa. Seiner Risala zufolge sind die Sufis „Leute der Gottesvereinigung (al-wiṣāl), nicht Leute der Beweisführung (al-istidlāl), wie die gewöhnlichen Theologen“.

## Werke
- at-Tafsīr al-kabīr laṭāʾif al-išārāt bi-tafsīr al-Qurʾān (Laṭāʾif al-išārāt)
- „Das Sendschreiben“ (ar-Risāla), das al-Quschairī nach eigenem Zeugnis im Jahre 437 d.H. (= 1044/45 n. Chr.) für die Sufis in den islamischen Ländern verfasste. Es ist das „am weitesten verbreitete und meistgelesene Werk der sufischen Handbuchliteratur“.[2] Das Buch besteht aus einer Einleitung, einem ersten Hauptteil, der sich mit den Biographien von 83 Scheichen nach Art der Klassenbücher beschäftigt, einem zweiten Hauptteil, der in 27 Abschnitten sufische Fachausdrücke bespricht, 51 weiteren Kapiteln, die verschiedenen „sufischen Standplätze und Zustände, Sitten und Tugenden, Verhaltensweisen und Übungen“ darlegen[3] und dem Schlusskapitel mit dem geistlichen Testament (waṣīya) des Verfassers. Das Buch wurde von Richard Gramlich ins Deutsche übersetzt, kommentiert und eingeleitet. Zu den bekannten Scheichen, die in dem biographischen Hauptteil des Werks einen eigenen Eintrag erhalten haben, gehören zum Beispiel Dhū n-Nūn al-Misrī, Abū Yazīd al-Bistāmī, Sahl at-Tustarī, al-Dschunaid und al-Hakīm at-Tirmidhī.